# Ophelia (filme)
Ophelia é um filme de drama estadunidense de 2018 dirigido e escrito por Claire McCarthy e Semi Chellas, baseado em Hamlet, de William Shakespeare e Ophelia, de Lisa Klein. Estrelado por Daisy Ridley e Naomi Watts, estreou no Festival Sundance de Cinema em 22 de janeiro de 2018.

## Elenco
- Daisy Ridley - Ofélia
- Naomi Watts - Gertrude / Mechtild
- Clive Owen - Claudius
- Tom Felton - Laertes
- George MacKay - Hamlet
- Dominic Mafham - Polonius
- Daisy Head - Christina
- Anna Rust - Mechtild